# Cannery Row
Cannery Row é um filme de 1982 baseado num romance de John Steinbeck. 
É uma história de tentativa em capturar os sentimentos e as pessoas de um lugar situado em Monterey, Califórnia, que possuía várias instalações de enlatar sardinhas que, outrora, tinham sido o orgulho da região e que agora, durante a Grande Depressão, estavam abandonadas. Disso vem seu apelido (“cannery row”) que dá nome à novela de John Steinbeck e também ao filme.
O filme, rodado em 1982, é estrelado por Nick Nolte (Doc) e Debra Winger (Dora Flood). Foi orçado em 11,3 milhões de dólares.

## Sinopse
Doc, um biólogo marinho, que fazia de seu laboratório sua casa e seu lugar de trabalho. Seu laboratório tinha diversos animais que ele capturou e mantinha vivos, dentre elas: cascáveis, estrelas do mar, polvos e etc. Frequentemente viajava pela Costa da Califórnia para coletar outros espécimes no mar. Tinha uma valiosa biblioteca de livros, discos e um antigo fonógrafo. Em cada disco tinha uma canção que gerava diferentes emoções para ele. De vez em quando trazia alguma garota para casa, mas esses relacionamentos não duravam muito.
Doc, é um homem intelectual e bastante amigável, cuidando de todos mas que sempre estava melancólico.
Dora Flood era a proprietária do restaurante Bear Flag e tinha uma mente privilegiada para negócios e uma grande energia. Apesar do fato de tocar uma casa de prostitutas, ela seguia um código próprio de  moral, não vendendo bebidas pesadas, praticando preços honestos nos serviços de seu restaurante e não permitindo que se falassem vulgaridades em suas instalações. Sendo uma operação ilegal, ela excedia-se em ações filantrópicas e em doações para eventos policiais.
Durante a Grande Depresssão dos anos 30, ela pagava contas de várias pessoas e alimentava suas crianças a ponto de quase falir. Seu negócio tinha um papel importante no ecossistema de Cannery Row.
Mack, um homem de meia idade, líder de um pequeno grupo de homens que não tinham família, dinheiro e nenhuma ambição além de comida, bebida e algum divertimento. Algumas vezes, praticavam pequenos roubos e mentiam, mas sempre com boas intenções e procurava justificar suas ações e de seus companheiros.
Mack e sua turma gostavam muito de Doc e  queriam fazer algo de bom para ele, então planejaram dar-lhe uma festa e conseguiram adquirir o que precisavam para a festa. 
Uma noite quando Doc estava fora colecionando amostras biológicas, eles entraram em seu laboratório, que também servia como sua habitação, e começaram a festa aguardando o retorno de Doc. Porém, ele se atrasou, a festa terminou e o local ficou bastante danificado e sujo.
Logo depois, vários acontecimentos infelizes aconteceram na região, incluindo  uma epidemia de gripe, até que a maré de sorte mudou para os moradores da região.
Gratos a Doc por curar seu animal de estimação, Mack e sua turma decidem agradecê-lo e a conselho de Dora, eles fazem uma outra festa. Para evitar novo fracasso, fazem um bom planejamento desta vez.
A festa se torna um grande sucesso.
O filme termina na manhã seguinte da festa com Doc limpando sua casa e refletindo sobre a vida.